# Ауди 100
„Ауди 100“ (Audi 100) е модел автомобили от висок среден клас (сегмент E) на германската компания „Ауди“, произвеждан в четири последователни поколения от 1968 до 1994 година. След това четвъртото поколение на модела продължава да се продава под търговското наименование „Ауди A6“.
При част от поколенията на модела се произвежда и вариант с подобрено поведение, продаван под името „Ауди 200“, а на американския пазар е използвано и името „Ауди 5000“. „Ауди 200“ има по-мощни двигатели и по-добро серийно оборудване, както и няколко визуални разлики, например двойните фарове, броните, алуминиевите джанти, по-широките гуми и др.

## Второ поколение – C2 (1976 – 1982)

### „Ауди 200 C2“
Първата генерация „Ауди 200“ е пусната на пазара през септември 1979 г. Предлага се в два варианта – с 2,1-литров двигател със 136 к.с. (5Е, най-мощният агрегат на „Ауди 100 С2“) и турбо агрегат със 170 к.с. (5Т).
Серийното оборудване е изключително луксозно за времето си: централно заключване, серво, електрически задвижвани стъкла, облегалки за главите и на задната седалка, касетофон, водни пръскачки на фаровете и др. Опционално се предлагат автоматична скоростна кутия, климатик, теглич и др. Базисните цени при въвеждането на модела са 27 875 германски марки за 5Е и 30 350 за 5Т. Последните модели на първата генерация от 1983 г. с турбо двигател и всички екстри струват над 50 000 марки.
За разлика от модела „100“, „Ауди“ не предлага комби версия на „Ауди 200“ – Авант. Фирмата „Арц“, която е специализирана в производството на лимитирани серии „префасонирани“ модели на „Ауди“, „Фолксваген“, „Порше“ и „Опел“, създава комби версия на „Ауди 200“. Тя се „ражда“ след комбинирането на предната част на „Ауди 200“ и задната част на „Фолксваген Пасат Вариант“.
- Разликите между „Ауди 200“ (вляво) и „100“ са най-вече в предната част

### „Ауди 5000 С2“
През 1978 г. „Ауди 5000“, базиран на втората генерация на „Ауди 100“, е пуснат на американския пазар и заменя „Ауди 100 С1“. Този модел води името си от петцилиндровите двигатели, с които се продават всички модели „5000“. Автомобилът е специално модифициран за изискванията на този пазар и с това са свързани разликите с европейските „Ауди 100“ и „200“. Броните са по-масивни и мигачите се намират върху тях. До 1980 г. „Ауди 5000“ има двойни кръгли фарове, както е по закон.
Предлагат се две версии – „5000“ и „5000 S“, като първата разполага с оборудването на европейската версия „GL“, а втората е с по-богато базисно оборудване. От 1979 г. се предлагат и дизелови агрегати, като интересното е, че те не могат да бъдат поръчани в Калифорния, защото не покриват тамошните изисквания за отработени газове. Моделите на „Ауди 100“ с две врати и „Авант“ не се предлагат на американския пазар.
През 1980 г. е направен фейслифт. Кръглите фарове са заменени от двойни квадратни, по подобие на тези на „Ауди 200“. Стоповете са уголемени. Промени има и в броните и арматурното табло, като показателите наподобяват тези на „Порше 928“. Представени са и турбо двигатели.
Тази генерация на „Ауди 5000“ се радва на голям успех.

#### Двигатели
| Модел                 | Обем на двигателя | Мощност          |
| --------------------- | ----------------- | ---------------- |
| Ауди 5000             | 2144 cm³          | 80 kW (108 к.с.) |
| Ауди 5000 S           | 2144 cm³          | 80 kW (108 к.с.) |
| Ауди 5000 дизел       | 1986 cm³          | 51 kW (70 к.с.)  |
| Ауди 5000 S дизел     | 1986 cm³          | 51 kW (70 к.с.)  |
| Ауди 5000 S турбо     | 2144 cm³          | 98 kW (133 к.с.) |
| Ауди 5000 турбо дизел | 1986 cm³          | 64 kW (87 к.с.)  |

## Трето поколение – C3 (1982 – 1991)

### „Ауди 200 C3“
През 1983 г. е представена втората генерация „Ауди 200“, която е базирана на третата генерация „Ауди 100“. Предлага се в четири варианта: „200“, „200 турбо“, „200 quattro“ и „200 quattro 20V“.
Малко по-различната каросерия на „Ауди 200“ не позволява на модела да достигне рекорда на „Ауди 100“ за ниско въздушно съпротивление – коефициентът на аеродинамично съпротивление на „200“ е 0,33 срещу 0,30 на „100“. Въпреки това моделът „200 турбо“ без катализатор (с двигател с мощност 180 к.с.) е един от най-бързите седани за времето си – максималната скорост е 230 km/h, а ускорението от 0 до 100 km/h става за 8,1 секунди.
И тук, както и при първата генерация, базисното оборудване отговаря на това на най-скъпия вариант на „Ауди 100 “– „CD“. По-късно се появява и вариант „Ауди 200 Ексклузив“, при който коженият салон и климатикът са серийни. Фейслифтът през 1988 г. донася основно промени в салона, еърбег, предлаган като екстра и др.
Топ версията „Ауди 200 quattro 20V“, предлагана от 1989 г., разполага с 220 к.с. и развива максимална скорост от 242 km/h, а ускорението от 0 до 100 km/h е за 6,6 секунди. Втората генерация се предлага и като комби.
„Ауди 200 Trans Am“ е спортна версия на „Ауди 200“, която участва в американските серии „Транс-Ам“. През 1988 г. Хърли Хейууд става шампион при пилотите, а „Ауди 200 Trans Am“ става шампион и при конструкторите.

### „Ауди 5000 С3“
През 1983 г. дотогавашният модел „5000 С2“ е заменен от „5000 С3“, който съответства на третата генерация „Ауди 100“. Първоначално отново се използват двойни фарове, но по-късно са заменени от стандартните. Аеродинамичната форма на каросерията оказва влияние на дизайна на някои американски модели от края на 80-те години на ХХ век, например тези на „Форд Таурус“ от 1986 г. и „Форд Каприс“ от 1990 г.
В средата на 1980-те са подадени множество оплаквания срещу „Ауди“. Причината е репортаж в предаването „60 минути“ по телевизия „CBS“. Според него неведнъж автомобили „Ауди 5000“ с автоматична скоростна кутия започват да ускоряват от самосебе си, като се споменава и за смъртни случаи. Впоследствие се оказва, че това не е техническа грешка, а е грешка на шофьорите, които объркват педалите на газта и спирачката. Въпреки че е доказано, че „CBS“ манипулира репортажа, имиджът на „Ауди“ е наранен за години напред. За това допринасят и саркастичните коментари на Фердинанд Пиех по отношение на тези случки. Така за „Ауди“ вече се говори като за несигурен автомобил и дори на някои паркинги има забрана за паркиране на „Ауди 5000“.
Това е причината през 1988 г. името „5000“ да бъде заменено от „европейските“ „100“ и „200“. За да възвърне имиджа си, „Ауди“ започва да участва в американски състезателни серии с моделите „200 Trans AM“ и „90 IMSA“. Едва 16 години след тези проблеми „Ауди“ успява да достигне нивото на предишните си продажби.

## В популярната култура
В уличния и хип-хоп жаргон изразът „I'm outta here“ („Аз изчезвам“, „Търгвам си“, „Няма ме“), използван, когато някой напуска компанията, често е заменян от „I'm Audi 5000“ или просто „I'm Audi“ или „5000“. Изразът се среща и в някои песни на известни рап певци, като например Alive On The Arrival на Айс Кюб (...Cause I’m black, I gots to go for self|Too many black bodies the hospital housin|So at 10 p.m. I was audi 5000.) или Hit It From The Back на Моб Дийп (...You're weak on top, you can't ride like a stallion|Hit it from the back, then I'm Audi 5000|But if you're ill we can chill smoke the fat Phil'...)